# Stenosphenus debilis
Stenosphenus debilis là một loài bọ cánh cứng trong họ Cerambycidae.